# Кузьмин, Павел Семёнович
Павел Семёнович Кузьмин (1914—1943) — советский моряк-подводник. Участник Великой Отечественной войны. Командир подводной лодки «Щ-408» Балтийского флота. Капитан-лейтенант. Почётный член ордена Британской империи (MBE).

## Биография
Павел Семёнович Кузьмин родился 2 января 1914 года в городе Грозный, административном центре Грозненского округа Терской области Российской империи (ныне город, административный центр Чеченской Республики Российской Федерации) в семье рабочего. Русский. В детстве с родителями переехал во Владикавказ. После окончания 10 классов школы работал на городской электростанции машинистом котельной.
В 1932 году с Павлом Семёновичем произошёл случай, во многом определивший его дальнейшую судьбу. Во время одного из дежурств произошла авария на одном из котлов. ЧП грозило остановкой производства на предприятиях города. Не дожидаясь остывания котла, комсомолец П. С. Кузьмин, надев асбестовый костюм и густо смазав лицо вазелином, через топку проник внутрь котла и устранил неисправность. Вскоре после этого случая в 1933 году обком комсомола Северо-Осетинской автономной области направил его на учёбу в город Ленинград в Высшее военно-морское училище имени М. В. Фрунзе.
Окончив в 1938 году военно-морское училище с отличием, П. С. Кузьмин начал службу на Балтийском флоте в должности начальника БЧ-1 на подводной лодке «Щ-303». В октябре 1940 года старший лейтенант Кузьмин окончил специальные курсы командного состава при Учебном отряде подводного плавания имени С. М. Кирова. Службу продолжил в должности помощника командира подводной лодки «С-9» на военно-морской базе Либава в составе 1-го дивизиона 1-й бригады подводных лодок Балтийского флота. С началом Великой Отечественной войны лодка перебазировалась на рейд порта Куйвасту, откуда 1 июня 1941 года старший лейтенант П. С. Кузьмин ушёл в свой первый боевой поход в условиях военного времени. Однако боевое патрулирование в банке Штольпе оказалось безрезультатным. Командиру лодки капитан-лейтенанту С. А. Рогачёвскому был даже объявлен строгий выговор за бездействие. В конце июля 1941 года ПЛ «С-9» прибыла в Кронштадт, где начала подготовку к переходу в Северный флот, однако военная ситуация скоро изменилась, и в конце сентября 1941 года лодка была направлена на боевое патрулирование в район острова Лавенсари. 6 октября 1941 года П. С. Кузьмину было присвоено звание капитан-лейтенанта, и 24 октября он получил назначение на должность командира подводной лодки «Щ-408». Лодка ещё не была достроена, и спустить её со стапелей удалось лишь в мае 1943 года. 18 мая 1943 года из военно-морской базы на острове Лавенсари лодка ушла в свой первый и последний поход.
Весной 1943 года советский подводный флот настойчиво искал пути выхода в Балтийское море через систему заграждений противника. В начале мая с этой целью в море вышли две подводные лодки типа «Щука» — «Щ-303» под командованием И. В. Травкина и «Щ-408» под командованием П. С. Кузьмина. Первым заграждения противника должен был преодолеть гвардейский экипаж Травкина, однако он был обнаружен противником и вынужден был залечь на дно. Не дождавшись радиограммы от «Щ-303», командование Балтийского флота отдало приказ Кузьмину следовать заданным маршрутом. 18 мая 1943 года лодка отчалила от пирса на острове Лавенсари. При пересечении Нарген-Поркалаудского заграждения она была обстреляна немецким самолётом и получила небольшие повреждения. Однако оставляемые «Щ-408» на поверхности масляные круги позволили кораблям финской противолодочной обороны выйти на её след. Три дня минный заградитель «Риилахти» с четырьмя сторожевыми катерами преследовал лодку и 22 мая обнаружил её в районе острова Вайндло. На лодке разрядились аккумуляторы, и она всплыла для их подзарядки. При приближении финских кораблей командир подлодки отдал приказ об экстренном погружении. После трёхчасовой бомбёжки глубинными бомбами «Щ-408» получила серьёзные повреждения. К тому же на лодке не было электричества и к концу подходили запасы воздуха. В критической ситуации П. С. Кузьмин принял решение всплыть на поверхность. Экипаж имел возможность сдаться в плен, но предпочёл дать последний бой противнику. В результате двухчасовой артиллерийской перестрелки моряки-подводники потопили два финских катера, однако лодка получила тяжёлые повреждения и затонула. К утру 23 мая к месту боя подоспел финский минный заградитель «Руотсинсалми» и авиация. В течение двух дней силы финской противолодочной обороны несколько раз бомбили место погружения лодки, пока 24 мая на поверхности воды не был зафиксирован выброс большого количества масла, пузырей и мусора. 25 мая финны сочли лодку ликвидированной и сняли наблюдение.
Подробности последнего боя подводной лодки «Щ-408» стали известны только после выхода Финляндии из войны и получили широкую известность как в ВМС СССР так и ВМС Великобритании. В 1944 году эдиктом короля Великобритании и Северной Ирландии Георга VI капитан-лейтенанту П. С. Кузьмину было присвоено звание почётного члена ордена Британской империи с вручением знака члена ордена посмертно.

## Награды и звания
- Почётный член ордена Британской империи (19.01.1944, посмертно)

## Семья
- Жена Мария Оскаровна[6]
  - Сын Валерий, офицер-подводник.
    - Внук Павел, офицер-подводник.

## Память
- Именем П. С. Кузьмина названа улица в Санкт-Петербурге — улица Подводника Кузьмина. На доме № 4 по этой улице в 1969 году установлена мраморная аннотационная доска в честь П. С. Кузьмина. Авторы: А. И. Иванов, Р. И. Геллерштейн.[7]
- В школе № 504 (расположенной по адресу бульвар Новаторов, д. 43) в 1960-х годах был организован Музей подводного плавания им. П. С. Кузьмина. Музей существовал до 1990 года, а далее был закрыт. В 2013 году музей был возрождён усилиями выпускников школы и учителей при поддержке администрации Кировского района[8]. Торжественное открытие Мемориального зала памяти подвига экипажа лодки Щ-408 имени П. С. Кузьмина состоялось 23 октября 2013 года[9]. В музее хранится точная копия ордена Британской империи, которым был награждён А. С. Кузьмин.